# Thomas Graham

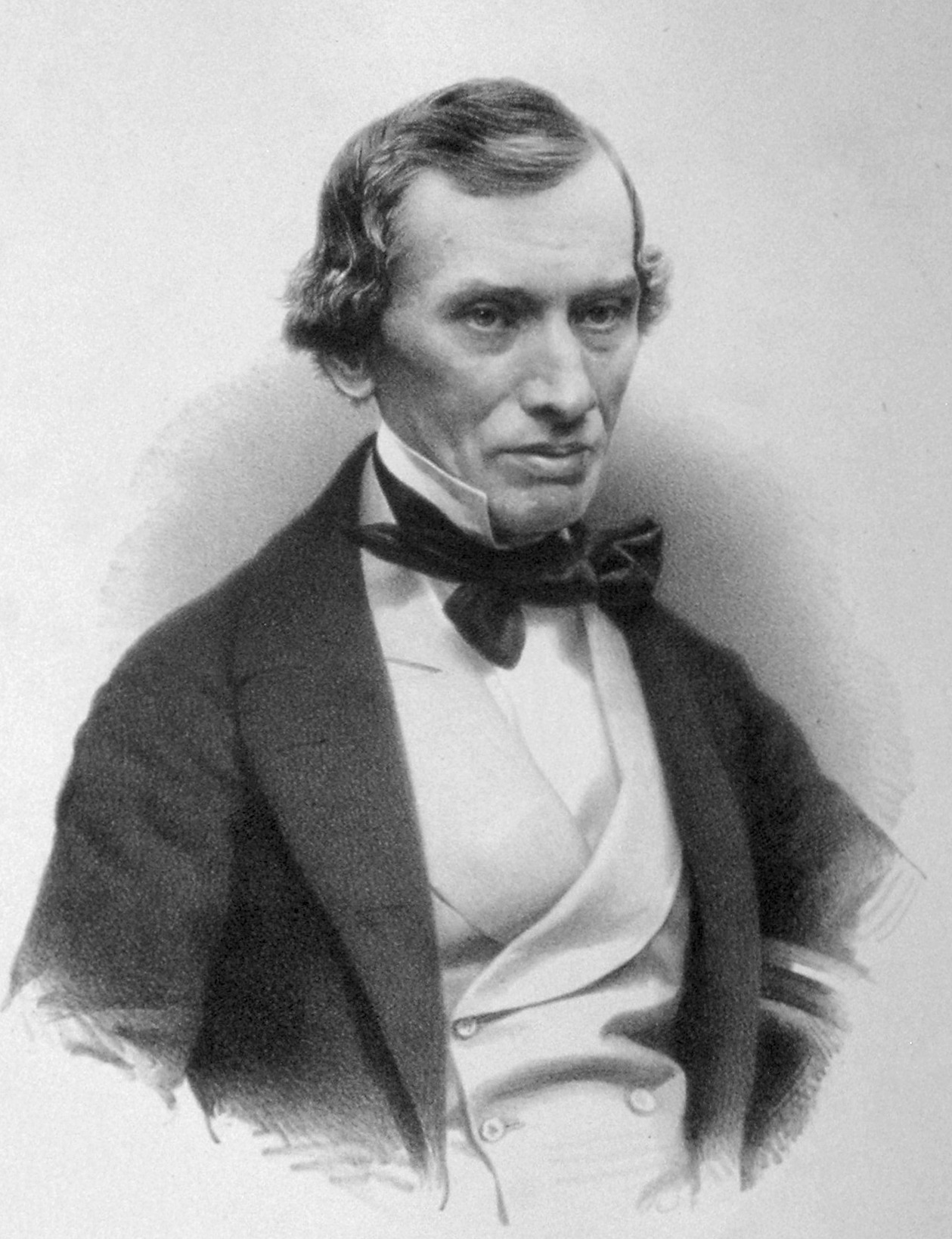
Thomas Graham (1805-1869)

Thomas Graham (n. 20 decembrie 1805, Glasgow, Regatul Unit al Marii Britanii și Irlandei – d. 11 septembrie 1869, Londra, Regatul Unit al Marii Britanii și Irlandei) a fost un chimist și fizician scoțian, unul dintre fondatorii chimiei coloidale. A studiat difuzia gazelor și a introdus termenii osmoză, coloid, gel, dializă. Este inventator al dializorului.

## Biografie
Thomas Graham s-a născut pe 21 decembrie 1805 în Glasgow, Scoția,  fiul unui manufacturier prosper.  La vârsta de 14 ani intrând la Universitatea din Glasgow era puternic influențat de prelegerile de chimie ale lui Thomas Thomson. 

După absolvire, în 1826, timp de 2 ani, urma să lucreze cu Thomas Hope de la Universitatea din Edinburgh, după care se întoarce la Glasgow pentru a preda matematica și chimia timp de un an. În 1829, Graham devine asistent la o școală, iar un an mai târziu profesor de chimie la colegiul Anderson din Glasgow.
În 1834, Thomas Graham devenea membru al Royal Society din Londra. În anul 1837 se mută la Londra, pentru a deveni profesor de chimie. 

În 1841, Graham are o importantă contribuție la înființarea Societății de Chimie din Londra, prima societate națională de chimie, al cărei președinte este numit în 1844.
În anul 1854 este numit maestru al monetăriei funcție pe care o deține până la moarte, în 1869.

## Cercetări

### Legea lui Graham
În 1829, Graham a publicat un document cu privire la difuzia gazelor. Graham a comparat diferitele rate la care gazele difuzează prin intermediul unor vase poroase, precum și rata de efuziune a gazelor printr-o deschidere mică. El a ajuns la concluzia că rata de efuziune sau difuzie a unui gaz la temperatură constantă este invers proporțională cu rădăcina pătrată a densității acestuia. Acest lucru este cunoscut sub numele de Legea lui Graham.

### Difuzia lichidelor
În 1860, Graham examinează lichidele și a observat că anumite substanțe nu cristalizează din soluție dar formează precipitate gelatinoase; acestea difuzează foarte încet în comparație cu substanțele cristaline, trec porii hârtiei de filtru dar sunt reținute de membranele semipermeabile (celofan, hârtie, pergaminate). Acest proces Graham l-a denumit dializă și pe care se bazează purificarea soluțiilor coloidale. El a clasificat substanțele în două tipuri: cristaloizi, substanțele care difuzează rapid și coloizi, substanțe care difuzează lent.
Thomas Graham a mai efectuat activități de cercetare în acizii de fosfor, absorbția de hidrogen în paladiu și apa de cristalizare din săruri hidratate.

## Distincții
Thomas Graham a primit mai multe premii și distincții:
- 1836: Membru al Societății Regale
- 1841: Primul președinte al Societății de Chimie din Londra
- 1837 și 1863: Royal Medal al Societății Regale
- 1862: Medalia Copley a Societății Regale
- 1862: Premiul Jecker al Academiei Franceze de Științe

## Legături extrene
- Famouschemists.org - Thomas Graham
- Graham, Thomas (1833). „Researches on the Arseniates, Phosphates, and Modifications of Phosphoric Acid”. Philosophical Transactions. The Alembic club. 123: 253–284. doi:10.1098/rstl.1833.0015. Accesat în 20 martie 2008.
- Biography
- Obituary from Nature by A. W. Williamson